# Exeter (Nebraska)
Exeter is een plaats (village) in de Amerikaanse staat Nebraska, en valt bestuurlijk gezien onder Fillmore County.

## Demografie
Bij de volkstelling in 2000 werd het aantal inwoners vastgesteld op 712. In 2006 is het aantal inwoners door het United States Census Bureau geschat op 667, een daling van 45 (-6,3%).

## Geografie
Volgens het United States Census Bureau beslaat de plaats een oppervlakte van 1,6 km², geheel bestaande uit land. Exeter ligt op ongeveer 491 m boven zeeniveau.

## Plaatsen in de nabije omgeving
De onderstaande figuur toont nabijgelegen plaatsen in een straal van 20 km rond Exeter.